# Abadon
Abadon (Denver, 7 aprile 1992) è una wrestler statunitense attualmente free agent. Conosciuta per il suo periodo in All Elite Wrestling e Ring of Honor tra il 2020 e 2025.

## Carriera

### Inizi (2019–2020)
Dopo il periodo di addestramento nella Rocky Mountain Pro Academy, debuttò nel wrestling professionistico il 18 gennaio 2019, nella Respect Women's Wrestling, sconfiggendo Aria Aurora. Lottò abitualmente nella Rocky Mountain Pro (RMP), conquistando il Rocky Mountain Pro Lockettes Championship in due occasioni.

### All Elite Wrestling (2020–2025)
Esordì nella All Elite Wrestling (AEW) il 4 marzo 2020 allo show AEW Dark, affrontando Hikaru Shida. Il 17 giugno debuttò a Dynamite, sconfiggendo Anna Jay. Dopo il match, firmò un contratto a tempo pieno. Il 22 ottobre si infortunò alla gola durante un match con Tay Conti, e fu costretta a stare lontana dal ring per un mese. Il 25 novembre a Dynamite, tornò per confrontarsi con Hikaru Shida, spaventandola tanto da farle lasciare cadere la cintura AEW Women's World Championship. Il feud proseguì per varie settimane e si concluse il 7 gennaio 2021 all'evento AEW New Years Smash, dove fu sconfitta da Shida in un match con in palio l'AEW Women's World Championship. Il 29 ottobre a Rampage, affrontò senza successo la campionessa Dr. Britt Baker, D.M.D..
L'11 novembre 2022, durante un match con Joey Ace ad un evento della Warriors of Wrestling, subì una frattura alla clavicola. Tornò nella AEW il 17 maggio 2023, dove insieme a Skye Blue e Willow Nightingale sconfisse la squadra composta da Emi Sakura, Marina Shafir e Nyla Rose. Il 27 ottobre 2023 a Rampage, divenne la prima sfidante al titolo AEW Women's World Championship, sconfiggendo Anna Jay, Skye Blue e Willow Nightingale in un four-way match. La sera seguente a Collision, sfidò Hikaru Shida per il titolo a Fright Night Fight, ma fu sconfitta. Al ppv Worlds End del dicembre 2023, sfidò senza successo Julia Hart per l'AEW TBS Championship, e questo sarà anche il suo ultimo match ufficiale per la compagnia di Nashville. A fine maggio 2025, Abadon ufficializza il mancato rinnovo con la AEW che sarebbe scaduto a giugno.

### Ring of Honor (2024–2025)
Abadon debutta in ROH a gennaio del 2024, viene poi inserita nel torneo inaugurale del ROH Women's World Television Championship dove arriva solo ai quarti di finale. Dopo diversi match nelle puntate settimanali della ROH per guadagnare vittorie, ad ottobre sfida la campionessa principale della ROH ovvero Athena in un match speciale per Halloween. Abadon però non riesce a vincere il ROH Women's World Championship. A febbraio del 2025 vince il suo ultimo match nel brand.

## Vita privata
Abadon è bisessuale ed utilizza i pronomi essi/loro per autodefinirsi.

## Titoli e riconoscimenti
- Rocky Mountain Pro
  - RMP Lockettes Championship (2)